# Posseiro

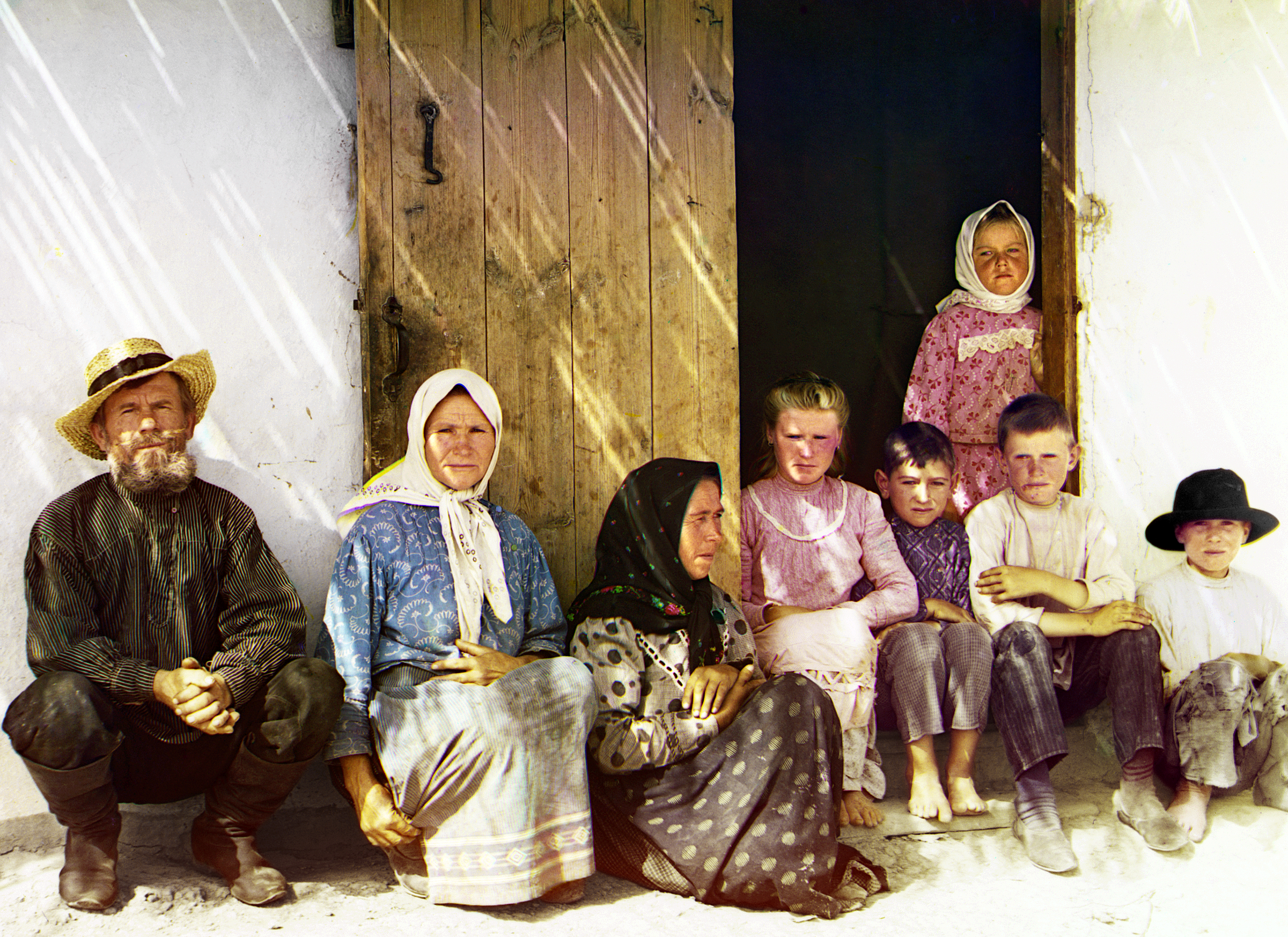
Moloques russos estabelecidos no Azerbaijão (1905–1915). O colonato é uma forma antiga de posse de facto.

Posseiro é a pessoa que detém a posse legal de um bem imóvel (comumente refere-se a uma terra devoluta).
Os posseiros são lavradores (agricultores) que, juntamente com a família, ocupam pequenas áreas de terras devolutas ou improdutivas, isto é, terras que não estão sendo utilizadas e que pertencem ao governo. São trabalhadores rurais que têm a posse, mas não têm um documento oficial que prove que eles são donos ou proprietários da terra.[carece de fontes?]
O maior número de conflitos pela posse da terra envolve os posseiros e grileiros. Posseiros são trabalhadores rurais que ocupam um pedaço de terra sem possuir o título de propriedade, onde passam a praticar uma agricultura de subsistência utilizando o trabalho da própria família. Os grileiros são, geralmente, grandes empresas ou fazendeiros que se utilizam da força e da violência para se apropriar de terras devolutas ou terras trabalhadas por posseiros. Contratam jagunços (capangas) para "limpar" o terreno, ou seja, expulsar índios e posseiros que, porventura, estejam ali fixados. Conseguem a documentação do imóvel (títulos de propriedade), muitas vezes falsificadas, transformando a terra em objeto de especulação imobiliária ou instrumento de negócios.[carece de fontes?]